# Amy Roberts
Amy Roberts née le 24 décembre 1994 à llanelli, est une coureuse cycliste britannique, spécialiste de la piste..

## Biographie
Amy Roberts est la sœur aînée de Jessica Roberts (née en 1999), également cycliste.

## Palmarès

### Championnats du monde
- Invercargill 2012
  -  Médaillée de bronze de la course aux points juniors
  -  Médaillée de bronze de la poursuite par équipes juniors

### Championnats d'Europe
- Anadia 2012
  -  Championne d'Europe de poursuite par équipes juniors (avec Lucy Garner et Elinor Barker)

### Championnats nationaux
- Championne de Grande-Bretagne de poursuite par équipes en 2012